# Joseph Galibardy
Joseph Deville Thomas Galibardy (10 januari 1915 – 17 mei 2011) was een Indiaas hockeyer. Tijdens de Olympische Zomerspelen van 1936 te Berlijn maakte Galibardy deel uit van het mannenteam van Brits-Indië. Dit team won goud in deze discipline.
Galibardy overleed op 17 mei 2011 als laatste van het Olympische kampioenenteam van 1936.